# 3 ديسمبر
- السبت
- الأحد
- الاثنين
- الثلاثاء
- الأربعاء
- الخميس
- الجمعة

- 298 جمادى الآخرة 1447  هـ
- 309 جمادى الآخرة 1447  هـ
- 110 جمادى الآخرة 1447  هـ
- 211 جمادى الآخرة 1447  هـ
- 312 جمادى الآخرة 1447  هـ
- 413 جمادى الآخرة 1447  هـ
- 514 جمادى الآخرة 1447  هـ
- 615 جمادى الآخرة 1447  هـ
- 716 جمادى الآخرة 1447  هـ
- 817 جمادى الآخرة 1447  هـ
- 918 جمادى الآخرة 1447  هـ
- 1019 جمادى الآخرة 1447  هـ
- 1120 جمادى الآخرة 1447  هـ
- 1221 جمادى الآخرة 1447  هـ
- 1322 جمادى الآخرة 1447  هـ
- 1423 جمادى الآخرة 1447  هـ
- 1524 جمادى الآخرة 1447  هـ
- 1625 جمادى الآخرة 1447  هـ
- 1726 جمادى الآخرة 1447  هـ
- 1827 جمادى الآخرة 1447  هـ
- 1928 جمادى الآخرة 1447  هـ
- 2029 جمادى الآخرة 1447  هـ
- 211 رجب 1447  هـ
- 222 رجب 1447  هـ
- 233 رجب 1447  هـ
- 244 رجب 1447  هـ
- 255 رجب 1447  هـ
- 266 رجب 1447  هـ
- 277 رجب 1447  هـ
- 288 رجب 1447  هـ
- 299 رجب 1447  هـ
- 3010 رجب 1447  هـ
- 3111 رجب 1447  هـ
- 112 رجب 1447  هـ
- 213 رجب 1447  هـ

3 ديسمبر أو 3 كانون الأوَّل أو يوم 3 \ 12 (اليوم الثالث من الشهر الثاني عشر) هو اليوم السابع والثلاثين بعد الثلاثمائة (337) من السنة، أو الثامن والثلاثين بعد الثلاثمائة (338) في السنوات الكبيسة، وفقًا للتقويم الميلادي الغربي (الغريغوري). يبقى بعده 28 يومًا على انتهاء السنة.

## أحداث
- 915 - يوحنا العاشر يتوج برنغار الأول إمبراطورًا رومانيًا مقدسًا.
- 1101 - أبو علي المنصور يتولى الخلافة ويتخذ لقب الآمر بأحكام الله، ليكون بذلك الخليفة الفاطمي العاشر.
- 1586 - البحار والمستكشف الإنجليزي السير «توماس هيريوت» يكتشف نبات البطاطس في كولومبيا بأمريكا الجنوبية.
- 1621 - عالم الفلك الإيطالي جاليليو جاليلي يخترع التلسكوب الخاص به.
- 1800 - انتصار الجيش الفرنسي بقيادة جان فيكتور ماري مورو على النمساويين والبافاريين بقيادة الأرشيدوق يوحنا النمساوي في معركة هوهينليندن.
- 1818 - إلينوي تصبح الولاية الأمريكية رقم 21.
- 1866 - افتتاح الكلية السورية الإنجيلية في بيروت، المعروفة حالياً باسم الجامعة الأمريكية.
- 1882 - بدء محاكمة زعماء الثورة العرابية في مصر.
- 1922 - بدء عروض فيلم «قصة البحر» في إحدى قاعات العرض السينمائي في نيويورك، وهو أول فلم سينمائي بالألوان.
- 1956 - إتمام انسحاب القوات الفرنسية والبريطانية من مصر وذلك بعد فشل ما عرف باسم العدوان الثلاثي والذي شنته الدولتين مع إسرائيل.
- 1958 - إندونيسيا تؤمم المصالح الهولندية في أراضيها.
- 1973 - الأمم المتحدة تصدر قرارات لمعاقبة مجرمي الحرب ومرتكبي الجرائم ضد الإنسانية.
- 1984 - انفجار بمصنع «شركة يونيون كاربايد» الكيميائي في مدينة بهوبال الهندية يودي بحياة 3800 شخص وتضرر ما بين 150000 إلى 600000 نسمة، واشتهرت الحادثة باسم كارثة بوبال وهي من أسوأ الكوارث الصناعية في التاريخ من حيث عدد المتضررين.
- 1987 - الجمعية العامة للأمم المتحدة توافق بأغلبية 129 صوتًا على عقد مؤتمر دولي للسلام في الشرق الأوسط.
- 1990 - العاصمة الصومالية مقديشو تسقط في يد المتمردين ضد حكم الرئيس محمد سياد بري.
- 1992 - مجلس الأمن الدولي يوافق على التدخل العسكري في الصومال بقيادة الولايات المتحدة وذلك لوقف الحرب الأهلية هناك بعد انهيار حكومة الرئيس محمد سياد بري.
- 1992 - هاجم مقاتلون من كتائب القسام من على بعد أمتار فقط جيباً عسكرياً للاحتلال الإسرائيلي جنوب البحر على طريق الشيخ عجلين بمدينة غزة، وأمطروه بوابل من الرصاص (30) رصاصة، حيث تكتَّم جيش الاحتلال على خسائره.
- 1994 - سوني تطرح أول جهاز بلاي ستيشن للبيع.
- 2012 - مقتل ما لا يقل عن 475 شخص بإعصار بوبا في الفلبين.
- 2018 -
  - وُصُول مسبار مهمة العودة بالعينات أوسايرس ركس إلى كُويكب بينو 101955 في سبيل مسح سطحه ودراسته، على أن يعود إلى الأرض حاملًا بعض العينات بحُلُول يوم 24 أيلول (سبتمبر) 2023.
  - قطر تعلن انسحابها من منظمة أوبك ابتداءً من شهر كانون الثاني (يناير) 2019.
- 2024 -
  - رئيس كوريا الجنوبية يون سوك يول يعلن قيام الأحكام العرفية في البلاد ويرفعها خلال ساعات نتيجة رفضها من طرف الجمعية الوطنية.
  - إعلان فوز نتومبو ناندي ندايتواه مرشحة حزب سوابو في الانتخابات الرئاسية في ناميبيا، لتصبح أول رئيسة للبلاد منذ استقلالها.

## مواليد
- 1368 - شارل السادس، ملك فرنسا.
- 1447 - بايزيد الثاني ، سلطان الدولة العثمانية.
- 1800 - فرانتسيه بريشيرن، شاعر سلوفيني.
- 1857 - جوزيف كونراد، أديب وروائي بولندي.
- 1880 - فيدور فون بوك، عسكري ألماني.
- 1886 - كارل مان سيغبان، عالم فيزياء سويدي حاصل على جائزة نوبل في الفيزياء عام 1924.
- 1887 - هيغاشيكوني ناروهيكو، رئيس وزراء اليابان.
- 1899 - هاياتو إيكيدا، رئيس وزراء اليابان.
- 1900 - ريشارد كون، عالم كيمياء حيوية نمساوي ألماني حاصل على جائزة نوبل في الكيمياء عام 1938.
- 1911 - نينو روتا، ملحن إيطالي.
- 1921 - مديحة يسري، ممثلة مصرية.
- 1925 - كم داي جنغ، رئيس كوريا الجنوبية حاصل على جائزة نوبل للسلام عام 2000.
- 1927 - آندي ويليامز، مغني أمريكي.
- 1933 - بول كروتزن، عالم كيمياء هولندي حاصل على جائزة نوبل في الكيمياء عام 1995.
- 1951 - عماد رشاد، ممثل مصري.
- 1960 -
  - جوليان مور، ممثلة أمريكية.
  - داريل هانا، ممثلة أمريكية.
- 1966 - فليمينغ بوفلسن، لاعب كرة قدم دنماركي.
- 1968 - برندان فريزر، ممثل كندي.
- 1970 - كريستيان كاريمبو، لاعب كرة قدم فرنسي.
- 1973 - هولي ماري كومز، ممثلة أمريكية.
- 1978 -
  - ترينا، مغنية راب أمريكية.
  - ديما بياعة، ممثلة سورية.
- 1981 -
  - يوانيس أماناتيديس، لاعب كرة قدم يوناني.
  - دافيد فيا، لاعب كرة قدم إسباني.
- 1982 - مايكل إيسيان، لاعب كرة قدم غاني.
- 1984 - أفرام بابادوبولوس، لاعب كرة قدم يوناني.
- 1985 - أماندا سيفريد، ممثلة أمريكية.
- 1996 - شوق الهادي، ممثلة كويتية.

## وفيات
- 311 - ديوكلتيانوس، إمبراطور روماني.
- 1376 - محمد بن سعيد الرعيني، فقيه ومحدث ومفسر وأديب مغربي.
- 1552 - فرنسيس كسفاريوس، مبشر مسيحي.
- 1702 - أحمد بن الحسين الطرابلسي، فقيه، كاتب وشاعر ليبي.
- 1733 - ميشيل لو كوين مؤرخ وعالم دين فرنسي.
- 1823 ـ جوفاني باتيستا بلزوني، مستكشف ومغامر إيطالي.
- 1894 - روبرت لويس ستيفنسون، روائي اسكتلندي.
- 1966 - عبد الرحمن الرافعي، مؤرخ مصري.
- 1969 - محمد بن إبراهيم آل الشيخ، مفتي المملكة العربية السعودية.
- 1992 - صلاح قابيل، ممثل مصري.
- 1999 - محمد السريع، ممثل كويتي.
- 2001 - خوان خوسيه أريولا، كاتب مكسيكي.
- 2009 - جاسم الصالح، ممثل كويتي.
- 2011 - ديف أناند، ممثل هندي.
- 2012 -
  - فيودور خيتروك، رسام ومخرج روسي.
  - رجب الماجري، شاعر ليبي.
- 2013 -
  - رضا حافظ، فريق ووزير الإنتاج الحربي المصري.
  - أحمد فؤاد نجم، شاعر مصري.
- 2019 -
  - شعبان عبد الرحيم، مغني مصري.
  - تشا إن ها، ممثل ومغني كوري جنوبي.
- 2021 -
  - أنطوني شير، مؤلف ورائي من جنوب إفريقي.
  - عبد الكريم الكابلي، شاعر وملحن ومطرب سوداني.

## أعياد ومناسبات
- اليوم العالمي لذوي الاحتياجات الخاصة.
- اليوم العالمي للغات الباسكية.
- يوم الطبيب في كوبا.

## وصلات خارجية
- وكالة الأنباء القطريَّة: حدث في مثل هذا اليوم.
- حدث في مثل هذا اليوم: أرشيف مصر.
- BBC: حدث في مثل هذا اليوم.
- عمليات القسام في شهر ديسمبر